# 1894 في الأرجنتين
فيما يلي قوائم الأحداث التي وقعت خلال عام 1894 في الأرجنتين.

## سياسة

### تعيين في المنصب
- 31 مايو – بارتولومي ميتر عضو مجلس الشيوخ الأرجنتيني ‏.

### انتهاء فترة المنصب
- 1 يناير – لويس خورخي فونتانا Governor of Chubut Province [الإنجليزية]‏.
- 15 سبتمبر – بيدرو بنوا Mayor of La Plata ‏.

## رياضة
- 1 يناير – دوري الدرجة الأولى الأرجنتيني 1894 الفائز Lomas Athletic Club [الإنجليزية]‏.

## مواليد

### يناير
- 1 يناير – ميغيل غوميز باو ممثل أرجنتيني.

### مايو
- 2 مايو – خوسيه مانويل برونيه مسايف أرجنتيني.

### يونيو
- 21 يونيو – أوليندا بوزان ممثلة أرجنتينية.

### سبتمبر
- 12 سبتمبر – دوروثي رينش

## وفيات

### سبتمبر
- 10 سبتمبر – كارلوس موريل (مواليد 1813) فنان أرجنتيني.
- 17 سبتمبر – خوسيه مانويل إسترادا (مواليد 1842) سياسي أرجنتيني.

### أكتوبر
- 23 أكتوبر – خوسيه ماريا موراليس (مواليد 1818) عسكري أرجنتيني.